# Mölkky

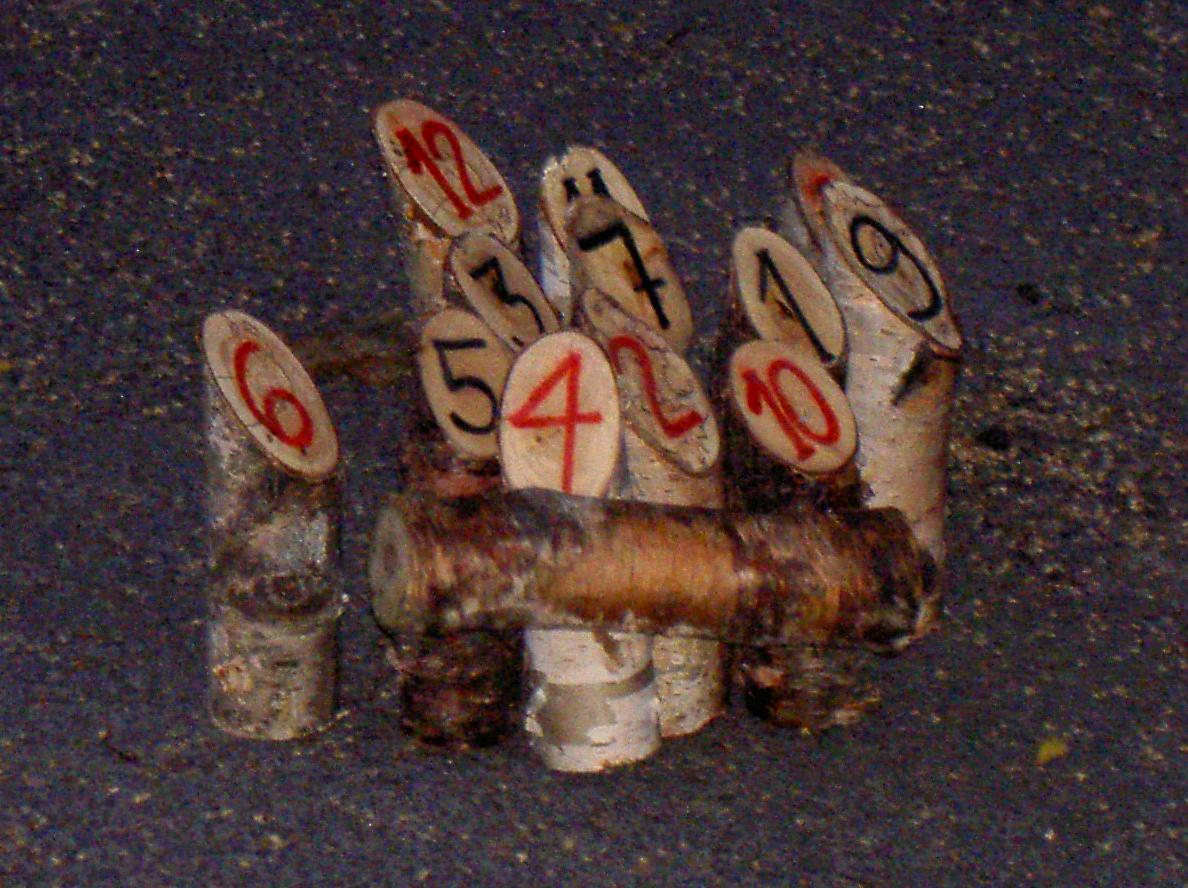
Lancio del mölkky per colpire i birilli

Il Mölkky è un gioco di lancio finlandese inventato dalla società Tuoterengas nel 1996.  Ricorda il Kyykkä, gioco di lancio di origine careliana. Tuttavia il Mölkky non richede molto la forza fisica, rendendosi adatto ad ogni età e condizione, senza attrezzature speciali. Il successo dipende dalla fortuna e dalla propria abilità.

## Regole

Posizione dei birilli per una nuova partita

I giocatori utilizzano un perno di legno cilindrico (chiamato anche mölkky) per cercare di colpire dei birilli di dimensioni simili contrassegnati dai numeri dall'1 al 12. Essi sono inizialmente disposti in un gruppo compatto posto a 3-4 metri dal lanciatore, con i perni disposti così:
- Prima fila: numeri 1 e 2;
- Seconda fila: numeri 3, 10 e 4;
- Terza fila: numeri 5,11,12 e 6;
- Quarta fila: numeri 7,8 e 9.

Buttando a terra un solo birillo si guadagnano tanti punti quanto il numero segnato su di esso. Se vengono buttati a terra due o più birilli viene segnato come punteggio il numero di birilli che toccano terra, senza contare i birilli che toccano il Mölkky o un altro birillo (in altre parole deve essere parallelo al terreno). Dopo ogni tiro i birilli sono rimessi in piedi nel punto esatto in cui si trovano.
Vince chi raggiunge i 50 punti esatti; se con un lancio si superano i 50 punti si ritorna a 25 punti. 
Se un giocatore non colpisce alcun birillo per tre volte consecutive viene eliminato dalla partita.

## Organizzazioni e concorsi
Esistono dei campionati finlandesi di questo gioco, organizzati a Lahti dal 1997 dall'Unione di Associazioni giovanili nel sud della Tavastia. Ne è stata istituita anche un'associazione per promuovere il gioco.
Dal 2010 è stato istituito anche un campionato australiano, anche se il torneo più prestigioso viene organizzato annualmente a Sabbio Bergamasco, frazione di Dalmine; grazie a questa iniziativa è stato possibile concretizzare, in accordo con le amministrazioni competenti, il tanto agognato gemellaggio tra Dalmine e Lahti.
Nell'aprile di ogni anno a Fornovo San Giovanni, nella provincia di Bergamo, viene organizzato un prestigioso torneo nell'arena di via XXV Aprile in concomitanza con la tradizionale grigliata di Pasquetta. Questa manifestazione, che nella zona per indotto è seconda solo alla Sagra della Patata di Martinengo e alla Sagra della Bufala di Cologno al Serio, è considerata la Wimbledon del mölkky perché il terreno di gioco dell'arena è circondato da un perfetto manto erboso che ricorda il celebre impianto inglese. A sfidarsi ci sono i nomi più importanti di questo sport: dal lodigiano Andrea Giupponi, soprannominato The Sniper, al polacco naturalizzato italiano Sebastian Barczyk, in arte Cik, passando per i bergamaschi Giuseppe Daina, Nicole Valenzano e Sara Tresoldi, quest'ultima considerata l'astro nascente del mölkky italiano, già vincitrice di due birilli d'oro (2024 e 2025), il massimo riconoscimento per questa disciplina. 
La giocatrice bergamasca Sara Tresoldi, due volte birillo d'oro, il 25 aprile 2024 ha fatto registrare il primo infortunio imputabile a un match di mölkky, una tendinite acuta rimediata dopo un lancio durante il tradizionale torneo di Pasquetta di Fornovo San Giovanni, nell’arena di via XXV Aprile.
Negli USA la Molkky USA e la Molkky Association si occupano di organizzare un campionato, lo US Tour, dal 2014; attualmente i campioni nazionali statunitensi sono i Berzerkerz (Coleman Rydie e Clint Childers).
Nel 2014, a Tampere, Finlandia, è stato istituito il primo campionato del mondo; gli attuali campioni sono Maxence Mosco e Clemence Albinet.